# Gens Antia
La gens Antia era una famiglia plebea romana presente durante la Repubblica. Si è ritenuto fosse originaria della città di Antium.

## Itria nominausati dalla gens
I praenomina utilizzati dalla gens furono Spurius, Marcus e Gaius, mentre i cognomina utilizzati furono Restius, Briso, Crescens, Quadratus e Calpurianus.

## Membri dellagens Antia
- Spurio Anzio, uno degli ambasciatori inviati dal Senato al re di Veio Lars Tolumnio nel 438 a.C.;
- Marco Anzio Brisone, tribuno della plebe nel 137 a.C., insieme a Marco Emilio Lepido Porcina si oppose alla lex Cassia tabellaria;[3]
- Anzio Restione, a lui è ricondotta una legge suntuaria che vietava a i magistrati di mangiare fuori;
- Gaio Anzio Restione, magistrato monetario nel 77 a.C., proscritto dai triumviri nel 43 a.C.;
- Gaio Anzio Aulo Giulio Quadrato, console suffectus nel 94 e console nel 105;
- Marco Anzio Crescente Calpurniano, governatore della Britannia nel 202.